# Стовелл (Техас)
Стовелл (англ. Stowell) — переписна місцевість (CDP) в США, в окрузі Чемберс штату Техас. Населення — 1743 особи (2020).

## Географія
Стовелл розташований за координатами 29°47′4″ пн. ш. 94°22′46″ зх. д. / 29.78444° пн. ш. 94.37944° зх. д. (29.784459, -94.379481).  За даними Бюро перепису населення США в 2010 році переписна місцевість мала площу 26,53 км², з яких 26,03 км² — суходіл та 0,51 км² — водойми.

## Демографія
Згідно з переписом 2010 року, у переписній місцевості мешкало 1756 осіб у 583 домогосподарствах у складі 455 родин. Густота населення становила 66 осіб/км².  Було 656 помешкань (25/км²).
Расовий склад населення:
| - 57,6 % — білих - 21,7 % — чорних або афроамериканців - 0,6 % — корінних американців - 0,1 % — азіатів - 18,4 % — осіб інших рас |

До двох чи більше рас належало 1,7 %. Частка іспаномовних становила 30,9 % від усіх жителів.
За віковим діапазоном населення розподілялося таким чином: 30,2 % — особи молодші 18 років, 59,8 % — особи у віці 18—64 років, 10,0 % — особи у віці 65 років та старші. Медіана віку мешканця становила 33,2 року. На 100 осіб жіночої статі у переписній місцевості припадало 103,9 чоловіків;  на 100 жінок у віці від 18 років та старших — 96,9 чоловіків також старших 18 років.
Середній дохід на одне домашнє господарство  становив 69 692 долари США (медіана — 51 287), а середній дохід на одну сім'ю — 78 717 доларів (медіана — 55 820). За межею бідності перебувало 9,1 % осіб, у тому числі 8,6 % дітей у віці до 18 років та 0,0 % осіб у віці 65 років та старших.
Цивільне працевлаштоване населення становило 568 осіб. Основні галузі зайнятості: виробництво — 30,5 %, освіта, охорона здоров'я та соціальна допомога — 17,1 %, будівництво — 15,5 %, фінанси, страхування та нерухомість — 14,3 %.